# Isorno TI
| TI ist das Kürzel für den Kanton Tessin in der Schweiz. Es wird verwendet, um Verwechslungen mit anderen Einträgen des Namens Isorno zu vermeiden. |

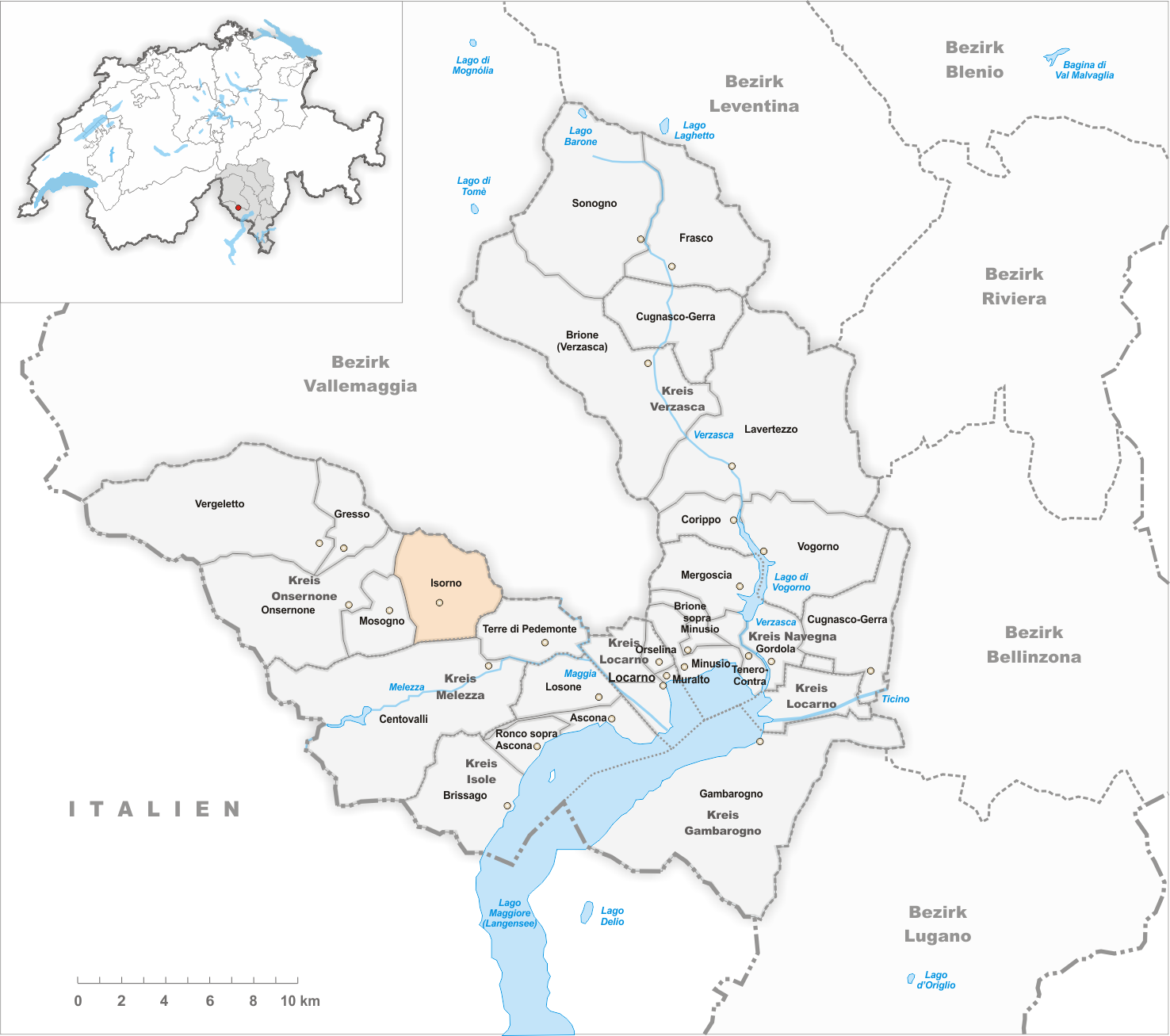
Gemeindestand am 9. April 2016 vor der Fusion

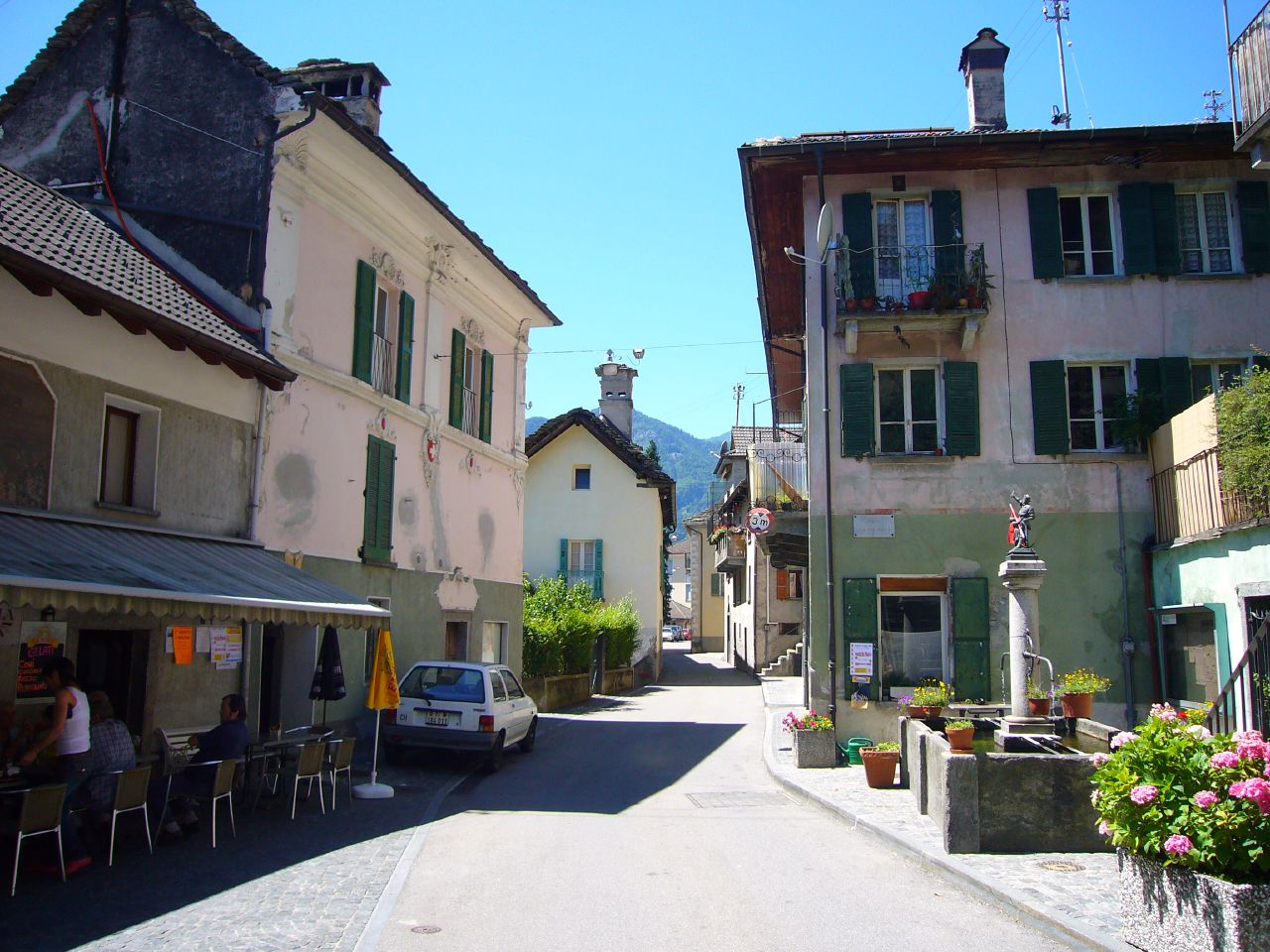
Dorfkern

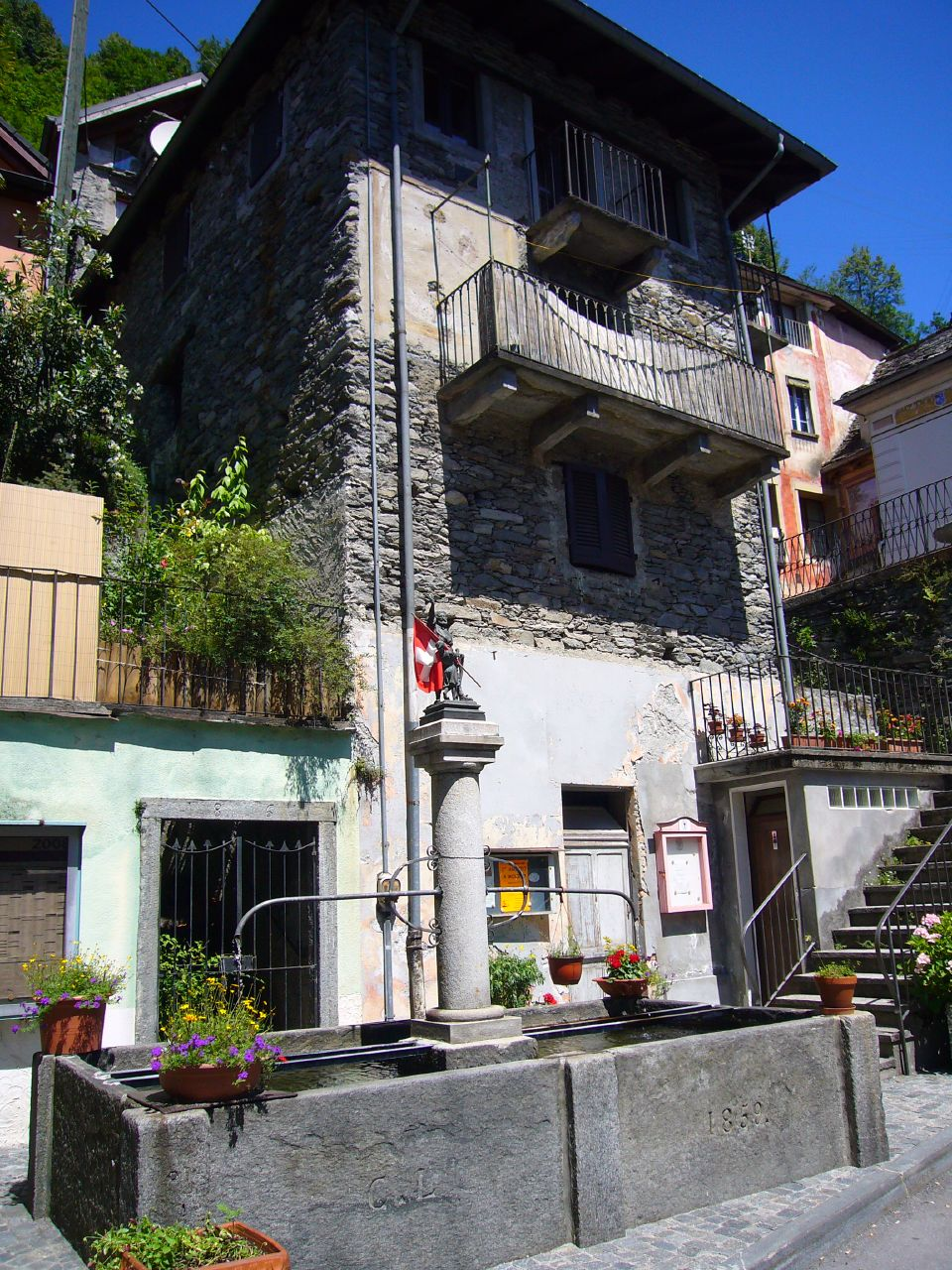
Bürgerhaus und Steinbrunnen

Isorno war von 2001 bis 2016 eine politische Gemeinde im Schweizer Kanton Tessin.

## Geographie
Die kurzlebige Gemeinde erhielt ihren Namen vom gleichnamigen Fluss Isorno, der durch das ganze Onsernonetal fliesst.

## Geschichte
Sie entstand 2001 aus dem Zusammenschluss der ehemaligen Gemeinden Auressio, Berzona und Loco und war zu dieser Zeit mit 380 Einwohnern die bevölkerungsstärkste Gemeinde des Onseronetals.
Am 10. April 2016 schloss sich Isorno mit den damaligen Gemeinden Vergeletto, Mosogno und Gresso der politischen Gemeinde Onsernone an.

## Wappen der ehemaligen Gemeinden
| Isorno | Auressio | Loco | Berzona |

## Bevölkerung
| Bevölkerungsentwicklung | Bevölkerungsentwicklung | Bevölkerungsentwicklung | Bevölkerungsentwicklung |
| ----------------------- | ----------------------- | ----------------------- | ----------------------- |
| Jahr                    | 2000                    | 2014                    | 2016                    |
| Einwohner               | 380                     | 317                     | 317                     |

## Sehenswürdigkeiten
- Museo Onsernonese[3][4]
- Wohnhaus Walser, Architekt: Luigi Snozzi[4]

## Persönlichkeiten
(Sortierung nach Geburtsjahr.)
- Giovanni Antonio Rusca (1780–1853), aus Loco TI, Politiker, Tessiner Grossrat und Staatsrat
- Giovanni Danielli (* 20. Juni 1860 in Giubiasco; † 26. Mai 1939 ebenda), aus Berzona (Valle Onsernone), Kunstmaler und Dozent[5]
- Arnold Walther Werner Carazetti (* 26. April 1892 in Genf; † 24. November 1939 ebenda), Kunstmaler und Bildhauer[6]
- Enrico Sala (* 1. September 1943 in Salorino) (Bürgerort Isorno TI), Bildhauer und Grafiker[7]
- Mauro Aquilini (* 21. Februar 1944 in Airolo), aus Auressio, Kunstmaler, Bildhauer und Lehrer für Kunsterziehung[8]
- Guy Bettini (* 4. November 1960 in Locarno), Kunstmaler, Bildhauer und Kunstunternehmer[9]